# تصلب المفصل
تصلب المفصل أو القَسَطُ (Ankylosis) هي حالة مرضية تتصلب فيها المفاصل نتيجة التحام وتصلب العظام التي تكون المفصل. هذه الحالة تتنتج بسبب جرح أو مرض.
قد تكون الصلابة شاملة أو جزئية، وقد تنجم عن التهاب في أوتار أو عضلات خارج المفصل أو التهاب أنسجة المفصل نفسها. نوما هو مرض مميت منتشر بين الأطفال الذين يعيشون على حدود الصحراء الكبرى و يعانون من سوء التغذية. هذا المرض يسبب تصلب (انكيلوسيس) الفك العلوي والفك السفلي، مضعفأ القدرة على الكلام وتناول الطعام.